# Grand Prix Formule 1 van België 1988
De Grand Prix Formule 1 van België 1988 werd gehouden op 28 augustus 1988 op Spa-Francorchamps.

## Verslag

### Kwalificatie
De McLarens stonden opnieuw op de eerste rij, de zevende keer in elf races.

### Race
Ayrton Senna, op de pole, had een slechte start waardoor Alain Prost de leiding kon nemen. Senna ging echter later in de eerste ronde alweer voorbij Prost en bleef daar tot het einde van de race. Gerhard Berger pakte de derde plaats bij de start maar moest in de derde ronde met elektrische problemen alsnog opgeven. Hierdoor kwam Michele Alboreto op de derde en Thierry Boutsen op de vierde plaats te liggen. Achter hem vochten Alessandro Nannini, Satoru Nakajima, Nelson Piquet en de beide Arrows een duel uit. Tezelfdertijd vocht Ivan Capelli zich van de negende naar de zesde plaats. In de 46ste ronde blies Alboreto zijn motor op, waardoor hij zijn derde plaats verspeelde. Twee ronden later ging Nannini voorbij Piquet. In de tweeënveertigste ronde ging Capelli vervolgens voorbij de Braziliaan en pakte de vijfde plaats. De 1-2 van McLaren zorgde ervoor dat het team de constructeurstitel pakte. De derde en vierde plaats ging naar beide Benettons. Capelli en Piquet vervolledigden de top-zes. Beide Benettons werden later gediskwalificeerd voor het gebruik van onreglementaire benzine. De derde podiumplaats ging hierdoor naar Capelli en beide Arrows', Derek Warwick en Eddie Cheever, finishten in de punten.

## Uitslag
| Pos. | Nr. | Coureur            | Constructeur    | Rondes | Tijd / Oorzaak uitval   | Grid | Punten |
| ---- | --- | ------------------ | --------------- | ------ | ----------------------- | ---- | ------ |
| 1    | 12  | Ayrton Senna       | McLaren-Honda   | 43     | 1:28:00.549             | 1    | 9      |
| 2    | 11  | Alain Prost        | McLaren-Honda   | 43     | + 30.470                | 2    | 6      |
| 3    | 16  | Ivan Capelli       | March-Judd      | 43     | + 1:15.768              | 14   | 4      |
| 4    | 1   | Nelson Piquet      | Lotus-Honda     | 43     | + 1:23.628              | 9    | 3      |
| 5    | 17  | Derek Warwick      | Arrows-Megatron | 43     | + 1:25.355              | 10   | 2      |
| 6    | 18  | Eddie Cheever      | Arrows-Megatron | 42     | + 1 Ronde               | 11   | 1      |
| 7    | 5   | Martin Brundle     | Williams-Judd   | 42     | + 1 Ronde               | 12   |        |
| 8    | 36  | Alex Caffi         | Dallara-Ford    | 42     | + 1 Ronde               | 15   |        |
| 9    | 30  | Philippe Alliot    | Larrousse-Ford  | 42     | + 1 Ronde               | 16   |        |
| 10   | 14  | Philippe Streiff   | AGS-Ford        | 42     | + 1 Ronde               | 18   |        |
| 11   | 26  | Stefan Johansson   | Ligier-Judd     | 39     | Motor                   | 20   |        |
| 12   | 3   | Jonathan Palmer    | Tyrrell-Ford    | 39     | Gaspedaal               | 21   |        |
| 13   | 10  | Bernd Schneider    | Zakspeed        | 38     | Versnellingsbak         | 25   |        |
| DSQ  | 20  | Thierry Boutsen    | Benetton-Ford   | 43     | Onreglementaire benzine | 6    |        |
| DSQ  | 19  | Alessandro Nannini | Benetton-Ford   | 43     | Onreglementaire benzine | 7    |        |
| DNF  | 31  | Gabriele Tarquini  | Coloni-Ford     | 36     | Stuurfout               | 22   |        |
| DNF  | 27  | Michele Alboreto   | Ferrari         | 35     | Motor                   | 4    |        |
| DNF  | 6   | Riccardo Patrese   | Williams-Judd   | 30     | Motor                   | 5    |        |
| DNF  | 15  | Mauricio Gugelmin  | March-Judd      | 29     | Spin                    | 13   |        |
| DNF  | 9   | Piercarlo Ghinzani | Zakspeed        | 25     | Olielek                 | 24   |        |
| DNF  | 2   | Satoru Nakajima    | Lotus-Honda     | 22     | Motor                   | 8    |        |
| DNF  | 21  | Nicola Larini      | Osella          | 14     | Benzinesysteem          | 26   |        |
| DNF  | 28  | Gerhard Berger     | Ferrari         | 11     | Injectie                | 3    |        |
| DNF  | 29  | Yannick Dalmas     | Larrousse-Ford  | 9      | Motor                   | 23   |        |
| DNF  | 22  | Andrea de Cesaris  | Rial-Ford       | 2      | Ongeluk                 | 19   |        |
| DNF  | 25  | René Arnoux        | Ligier-Judd     | 2      | Ongeluk                 | 17   |        |
| DNQ  | 24  | Luis Perez-Sala    | Minardi-Ford    |        |                         |      |        |
| DNQ  | 23  | Pierluigi Martini  | Minardi-Ford    |        |                         |      |        |
| DNQ  | 33  | Stefano Modena     | EuroBrun-Ford   |        |                         |      |        |
| DNQ  | 4   | Julian Bailey      | Tyrrell-Ford    |        |                         |      |        |
| DNPQ | 32  | Oscar Larrauri     | EuroBrun-Ford   |        |                         |      |        |

## Wetenswaardigheden
- Het was de eerste race sinds de dood van Enzo Ferrari.
- Nigel Mansell miste de race door ziekte en werd vervangen door Martin Brundle.

## Statistieken
| Pole-position | Ayrton Senna   | McLaren-Honda | 1:54.128 |
| Snelste ronde | Gerhard Berger | Ferrari       | 2:00.772 |

## Noot
- Dit was de 25ste pole position voor Ayrton Senna.
- Eerste podiumplaats voor Ivan Capelli.

1925 · 1930 · 1931 · 1933 · 1934 · 1935 · 1937 · 1939 · 1947 · 1949 · 1950 · 1951 · 1952 · 1953 · 1954 · 1955 · 1956 · 1958 · 1960 · 1961 · 1962 · 1963 · 1964 · 1965 · 1966 · 1967 · 1968 · 1970 · 1972 · 1973 · 1974 · 1975 · 1976 · 1977 · 1978 · 1979 · 1980 · 1981 · 1982 · 1983 · 1984 · 1985 · 1986 · 1987 · 1988 · 1989 · 1990 · 1991 · 1992 · 1993 · 1994 · 1995 · 1996 · 1997 · 1998 · 1999 · 2000 · 2001 · 2002 · 2004 · 2005 · 2007 · 2008 · 2009 · 2010 · 2011 · 2012 · 2013 · 2014 · 2015 · 2016 · 2017 · 2018 · 2019 · 2020 · 2021 · 2022 · 2023 · 2024 · 2025 · 2026 · 2027 · 2029 · 2031